# Priacanthus blochii
Priacanthus blochii là một loài cá thuộc họ Cá trác. Chúng thường hiện diện ở vùng biển phía Nam châu Phi đến Polynesia thuộc Pháp. Nó được tìm thấy xa về phía nam như Úc và phía bắc đến vùng biển phía nam của Nhật Bản. Nó cũng đã được ghi nhận quanh đảo Phục Sinh và cũng như ở Biển Đỏ.